# Velocidad de una partícula
Velocidad de las partículas es la velocidad de una partícula (real o imaginaria) en un medio mientras transmite una onda. La unidad SI de velocidad de las partículas es el metro por segundo (m/s). En muchos casos se trata de una onda longitudinal de presión como ocurre con el sonido, pero también puede ser una onda transversal como ocurre con la vibración de una cuerda tensada.
Cuando se aplica a una onda sonora que atraviesa un medio fluido como el aire, la velocidad de partícula sería la velocidad física de una parcela de fluido al moverse hacia delante y hacia atrás en la dirección en la que viaja la onda sonora a su paso.
La velocidad de las partículas no debe confundirse con la velocidad de la onda a su paso por el medio, es decir, en el caso de una onda sonora, la velocidad de las partículas no es la misma que la velocidad del sonido. La onda se mueve relativamente rápido, mientras que las partículas oscilan alrededor de su posición original con una velocidad de partícula relativamente pequeña. La velocidad de las partículas tampoco debe confundirse con la velocidad de las moléculas individuales, que depende principalmente de la temperatura y de la masa molecular.
En aplicaciones relacionadas con el sonido, la velocidad de las partículas se suele medir utilizando una escala logarítmica de decibelios llamada nivel de velocidad de las partículas. Principalmente se utilizan sensores de presión (micrófonos) para medir la presión sonora que luego se propaga al campo de velocidad utilizando la función de Green.

## Definición matemática
La velocidad de las partículas, denotada {\displaystyle \mathbf {v} }, se define por
{\displaystyle \mathbf {v} ={\frac {\partial \mathbf {\delta } }{\partial t}}}
donde {\displaystyle \delta } es el desplazamiento de la partícula.

## Ondas sinusoidales progresivas
El desplazamiento de la partícula de una onda sinusoidal progresiva viene dado por
{\displaystyle \delta (\mathbf {r} ,\,t)=\delta _{\mathrm {m} }\cos(\mathbf {k} \cdot \mathbf {r} -\omega t+\varphi _{\delta ,0}),}
donde
- {\displaystyle \delta _{\mathrm {m} }} es la amplitud del desplazamiento de la partícula;
- {\displaystyle \varphi _{\delta ,0}} es el desfase del desplazamiento de la partícula;
- {\displaystyle \mathbf {k} } es el  vector de onda angular;
- {\displaystyle \omega } es la frecuencia angular.

Se deduce que la velocidad de la partícula y la presión acústica a lo largo de la dirección de propagación de la onda acústica x vienen dadas por
{\displaystyle {\hat {v}}(\mathbf {r} ,\,s)=v_{\mathrm {m} }{\frac {s\cos \varphi _{v,0}-\omega \sin \varphi _{v,0}}{s^{2}+\omega ^{2}}},}
{\displaystyle {\hat {p}}(\mathbf {r} ,\,s)=p_{\mathrm {m} }{\frac {s\cos \varphi _{p,0}-\omega \sin \varphi _{p,0}}{s^{2}+\omega ^{2}}}.}
donde
- {\displaystyle v_{\mathrm {m} }} es la amplitud de la velocidad de la partícula;
- {\displaystyle \varphi _{v,0}} es el desplazamiento de fase de la velocidad de la partícula;
- {\displaystyle p_{\mathrm {m} }} es la amplitud de la presión acústica;
- {\displaystyle \varphi _{p,0}} es el desplazamiento de fase de la presión acústica.

Tomando las transformadas de Laplace de {\displaystyle v} y {\displaystyle p} con respecto al tiempo se obtiene
{\displaystyle {\hat {v}}(\mathbf {r} ,\,s)=v_{\mathrm {m} }{\frac {s\cos \varphi _{v,0}-\omega \sin \varphi _{v,0}}{s^{2}+\omega ^{2}}},}
{\displaystyle {\hat {p}}(\mathbf {r} ,\,s)=p_{\mathrm {m} }{\frac {s\cos \varphi _{p,0}-\omega \sin \varphi _{p,0}}{s^{2}+\omega ^{2}}}.}
Puesto que {\displaystyle \varphi _{v,0}=\varphi _{p,0}}, the amplitude of the specific acoustic impedance is given by
{\displaystyle z_{\mathrm {m} }(\mathbf {r} ,\,s)=|z(\mathbf {r} ,\,s)|=\left|{\frac {{\hat {p}}(\mathbf {r} ,\,s)}{{\hat {v}}(\mathbf {r} ,\,s)}}\right|={\frac {p_{\mathrm {m} }}{v_{\mathrm {m} }}}={\frac {\rho c^{2}k_{x}}{\omega }}.}
En consecuencia, la amplitud de la velocidad de la partícula está relacionada con las del desplazamiento de la partícula y la presión acústica por
{\displaystyle v_{\mathrm {m} }=\omega \delta _{\mathrm {m} },}
{\displaystyle v_{\mathrm {m} }={\frac {p_{\mathrm {m} }}{z_{\mathrm {m} }(\mathbf {r} ,\,s)}}.}

## Nivel de velocidad de partículas
Nivel de velocidad del sonido (SVL) o nivel de velocidad acústica o nivel de velocidad de partículas es una medida logarítmica de la velocidad efectiva de las partículas de un sonido respecto a un valor de referencia.

El nivel de velocidad del sonido, denotado Lv y medido en dB, se define por
{\displaystyle L_{v}=\ln \!\left({\frac {v}{v_{0}}}\right)\!~\mathrm {Np} =2\log _{10}\!\left({\frac {v}{v_{0}}}\right)\!~\mathrm {B} =20\log _{10}\!\left({\frac {v}{v_{0}}}\right)\!~\mathrm {dB} ,}
donde
- v es la  raíz cuadrática media velocidad de la partícula;
- v0 es la velocidad de la partícula de referencia;
- 1 Np = 1 es el neper;
- 1 B = 1/2*ln10 bel;
- 1 dB =1/20 ln10 es el decibelio.

La velocidad de referencia de las partículas en el aire utilizada habitualmente es
{\displaystyle v_{0}=5\times 10^{-8}~\mathrm {m/s} .}
Las notaciones adecuadas para el nivel de velocidad del sonido utilizando esta referencia son Lv/(5 × 10-8 m/s) o Lv (re 5 × 10-8 m/s), pero las notaciones dB SVL, dB(SVL), dBSVL, o dBSVL son muy comunes, aunque no están aceptadas por el SI.